# Oplismenus
Genre
Oplismenus est un genre de plantes monocotylédones de la famille des Poaceae (graminées), sous-famille des Panicoideae, originaire des régions tropicales d'Amérique, d'Afrique, d'Australie et d'Asie, qui comprend 7 espèces acceptées.
Ce sont des plantes herbacées, annuelles ou vivaces.

## Taxinomie
Le genre Oplismenus a été décrit par le naturaliste français Palisot de Beauvois en 1810 dans son ouvrage Flore d'Oware et de Benin. la même année le botaniste Robert Brown l'avait décrit sous le nom de Orthopogon, dans Prodromus Florae Novae Hollandiae et Insulae Van Diemen.

### Liste des espèces
Selon The Plant List (28 juin 2018) :
- Oplismenus burmanni (Retz.) P.Beauv.
- Oplismenus compositus (L.) P.Beauv.
- Oplismenus flavicomus Mez
- Oplismenus fujianensis S.L.Chen & Y.X.Jin
- Oplismenus hirtellus (L.) P.Beauv.
- Oplismenus thwaitesii Hook.f.
- Oplismenus undulatifolius (Ard.) Roem. & Schult.

### Synonymes
Selon GRIN (28 juin 2018) :
- Hekaterosachne Steud.
- Hippagrostis Kuntze
- Hoplismenus Hassk., var. orth.
- Ophismenus Poir., var. orth.
- Orthopogon R. Br.

## Utilisation
Des formes panachées d’Oplismenus ont été cultivées comme plantes d'intérieur en Europe.
En Australie, des espèces locales  ont été utilisées pour des actions de revégétalisation dans des zones ombragées ou humides, bien que certaines puissent être considérées comme envahissantes.
Certaines espèces ont été choisies comme plantes indigènes locales pour les jardins naturels et comme plantes à gazon.
D'autres espèces sont consommées par le bétail.